# Słoweński Teatr Narodowy w Mariborze
Słoweński Teatr Narodowy w Mariborze (słoweń. Slovensko narodno gledališče Maribor, SNG) – narodowy teatr Słowenii położony w Mariborze; jedna z najważniejszych instytucji kulturalnych w kraju.

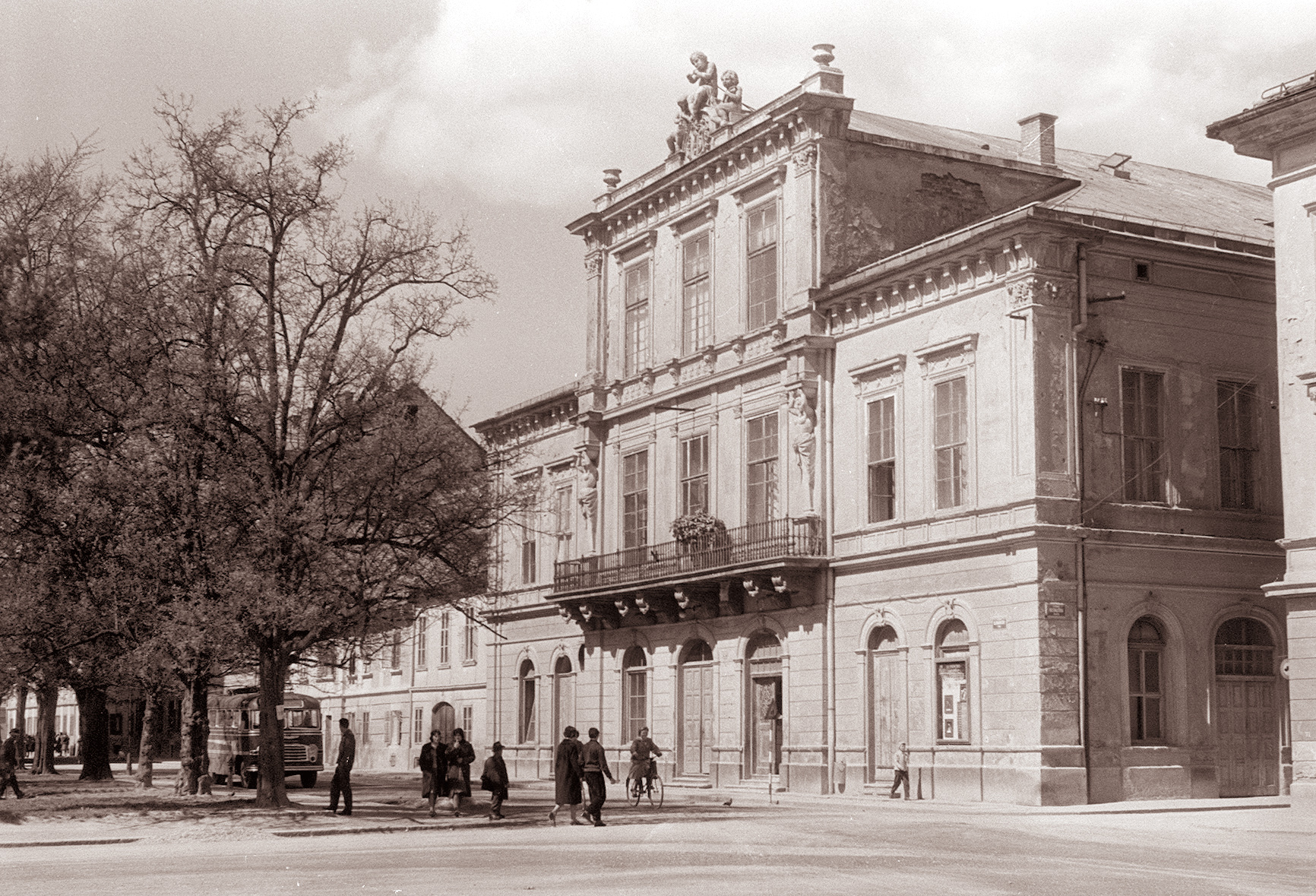
Gmach teatru w 1961 r.

## Historia
Działalność teatralna w Mariborze rozpoczęła się w 1785 r., kiedy to zorganizowano pierwszą salę teatralną i prezentowano głównie przedstawienia grup wędrownych. Budynek został powiększony w 1864 r. i od tego czasu pozostaje praktycznie niezmieniony. Do 1919 r. pełnił rolę siedziby niemieckiego teatru dramatycznego i operowego, kiedy to przeniosło się do niego, założone w 1909 r., Towarzystwo Teatralne i utworzyło pierwszy słoweński teatr profesjonalny ze stałym zespołem dramatycznym.
Pierwszą sztuką na deskach Słoweńskiego Teatru Narodowego w Mariborze był, wystawiony 27 września 1919 r., dramat Josipa Jurčiča pt. Tugomer w reżyserii Hinko Nučiča – pierwszego dyrektora artystycznego tejże instytucji. W ciągu kolejnych 100 lat w Teatrze Narodowym odbyło się 96 regularnych sezonów artystycznych (w latach 1941–1945 teatr słoweński był zamknięty z powodu wojny), podczas których odbyło się ponad 900 premier dramatycznych, 450 operowych i 100 baletowych. Scena teatralna otwarta była we wszystkich sezonach, podczas gdy opera działała tylko okresowo, w latach 1922–1928 oraz od 1945 r. Teatr ma stały zespół artystyczny.
W okresie przed II wojną światową repertuar wystawiany w teatrze opierał się głównie na dramacie słoweńskim, lecz wystawiane były również światowe, głównie ekspresjonistyczne, klasyki. Po wojnie, wraz z industrializacją obszarów miejskich, program teatralny nabrał bardziej krytycznego społecznie wydźwięku, wystawiane były głównie rosyjskie sztuki socrealistyczne. W kolejnych dekadach repertuar składał się z autorów współczesnych (tj. Osborne, Camus, Brecht) i kilku wschodzących dramaturgów słoweńskich. W 1989 r. reżyserem został Tomaž Pandur, który wypromował w świecie teatralnym obecną nazwę instytucji oraz stworzył szereg charakterystycznych wizualnie spektakli (Boska komedia, Carmen, Faust i Hamlet). Szeroko podziwiane przedstawienia Pandura wystawiane były (w ramach tournee) m.in. w Wiedniu, Dreźnie, Sankt Petersburgu, Brukseli, Meksyku, czy Caracas.
W 2019 odznaczony Złotym Orderem za Zasługi na polu cywilnym.

## Współcześnie
Teatr Narodowy jest największą instytucją kulturalno-artystyczną w Słowenii. Podzielony jest na pięć jednostek: dramat, opera, balet, orkiestra symfoniczna i jednostka zajmująca się corocznym Festiwalem Teatralnym w Mariborze. Pion technologiczny i administracyjny jest wspólny dla wszystkich jednostek. W 2009 r. teatr zatrudniał 324 pracowników etatowych i 150 sezonowych. Na pięciu różnych scenach (Wielkiej Sali, Starej Scenie, Małej Scenie, Scenie Kameralnej oraz Sali Kasyno), w każdym sezonie, odbywa się ok. 13 premier (7 dramatów, 4 opery i 2 balety) oraz 14 koncertów, co łącznie daje ok. 500 wydarzeń oglądanych przez 200 tys. widzów. Teatr z Mariboru występuje gościnnie na terenie Słowenii, jak i również za granicą, gdzie jest jednym z najważniejszych propagatorów słoweńskiej sztuki teatralnej.

### Dramat
Teatr Narodowy wystawia dzieła zarówno klasyczne, jak i współczesne, w tym utwory dramaturgów słoweńskich (Ivan Cankar, Slavko Grum, Anton Tomaž Linhart, Dominik Smole, Tone Partljič, Drago Jančar, Rudi Šeligo) oraz zagranicznych. Wiele oryginalnych słoweńskich tekstów ma swoją premierę właśnie na deskach teatru w Mariborze. Co roku wystawianych jest ok. 7 nowych sztuk, a repertuar zwykle składa się z ok. 12 spektakli. W skład zespołu wchodzi 25 stałych członków. Teatr regularnie współpracuje z uznanymi i wschodzącymi słoweńskimi reżyserami, Januszem Kicą, Jernejem Lorenci, Mateją Koležnikiem, Ivanem Djilasem, Sebastijanem Horvatem, Ajdą Valclem, Niną Rajić Kranjac.
Instytucja jest stale włączana do programów najważniejszych słoweńskich festiwali teatralnych, Festiwalu Teatralnego w Mariborze czy Słoweńskiego Tygodnia Dramatu, gdzie jej spektakle, jak również poszczególni członkowie zespołu, są często najwyżej ocenianymi zarówno przez ekspertów, jak i szerszą publiczność.

### Opera
Zespół operowy realizuje głównie klasyczny program, skupiony wokół włoskiej opery XIX wieku (zwłaszcza Verdiego i kompozytorów tworzących w okresie weryzmu). Standardową część repertuaru stanowią operetki i musicale, a także opery słoweńskich kompozytorów (Pavla Merku, Tomaža Svete, Viktora Parmy). W ostatnich latach klasyka bywała często zastępowana spektaklami młodszego pokolenia słoweńskich reżyserów scenicznych (Diego de Brea, Vita Taufera, Ivicy Buljana). Opera w Mariborze cieszy się reputacją najlepszego zespołu operowego w kraju, którego prymat potwierdzają częste gościnne występy zagranicznych wykonawców oraz regularne trasy koncertowe m.in. do Chorwacji, Austrii, Włoch, Luksemburga i Tajwanu.

### Orkiestra symfoniczna
Orkiestra Symfoniczna Teatru Narodowego w Mariborze realizuje oprawę muzyczną dla wszystkich przedstawień operowych tej samej instytucji, lecz oprócz tego, wystawia również własny program. Od 2005 r. orkiestra organizuje własną serię występów, która obejmuje 6 koncertów symfonicznych rocznie. Grupa wykonuje głównie repertuar klasyczny, unikając monumentalnie zaaranżowanych utworów z końca XIX wieku.

### Balet
Jednostka baletowa, regularnie współpracując z zespołami operowymi i dramatycznymi tej samej instytucji, produkuje ok. 2 spektakle rocznie. Zespół, prowadzony przez rumuńskiego tancerza i choreografa, Edwarda Cluga, gości wielu tancerzy i choreografów z całego świata. W ciągu ostatniej dekady Edward Clug i Valentina Turcu, wystawiając innowacyjne i bardzo ekspresyjne spektakle, umieścili Teatr Narodowy na międzynarodowej mapie najlepszych zespołów baletowych.
Przedstawienia baletu z Mariboru były prezentowane m.in. w Austrii, Brazylii, Kolumbii, Chorwacji, Luksemburgu, na Węgrzech, w Finlandii, Izraelu, Portugalii, Francji, Niemczech, Włoszech, Singapurze i USA. Sekcja baletowa sporadycznie wchodzi również w koprodukcje z innymi instytucjami słoweńskimi i zagranicznymi.